# Avinamadu, Madhugiri
Avinamadu là một làng thuộc tehsil Madhugiri, huyện Tumkur, bang Karnataka, Ấn Độ.